# Basement Jaxx
Basement Jaxx är en engelsk house-duo bildad 1994 av Felix Buxton (DJ och musikproducent) och Simon Ratcliffe (DJ, producent och gitarrist). Duon fick 1999 en hit med låten "Red Alert". Sedan dess har gruppen haft flera hits som hamnat högt upp på topplistorna världen över, bland annat "Good luck", "Oh My Gosh!", "Romeo", "Where's Your Head At", "Just 1 Kiss" och "Raindrops".

## Diskografi
Studioalbum
- 1999: Remedy
- 2001: Rooty
- 2003: Kish Kash
- 2006: Crazy Itch Radio
- 2009: Scars
- 2009: Zephyr
- 2011: Attack the Block

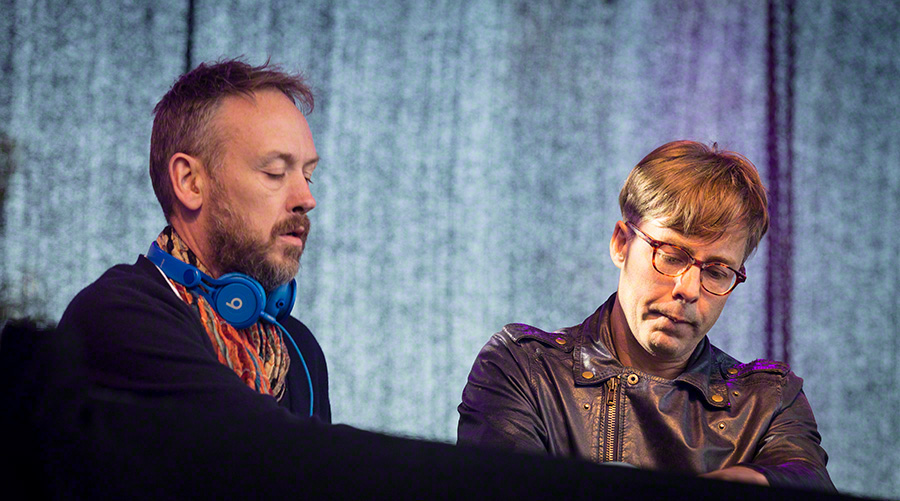
Basement Jazz, 2016

- 2011: Basement Jaxx vs. Metropole Orkest

Samlingsalbum (i urval)
- 1997: Atlantic Jaxx Recordings: A Compilation
- 1999: Jaxx Unreleased
- 2005: The Singles
- 2005: The Videos